# Hangman Creek
Der Hangman Creek, alternativer nicht-offizieller Name Latah Creek, ist ein etwa 100 km langer linker Nebenfluss des Spokane River im Nordwesten von Idaho sowie im Osten des US-Bundesstaates Washington. Der Flussname bezieht sich auf den Ort, an welchem der Yakama-Häuptling Qualchan im Jahr 1858 von Männern unter Colonel George Wright erhängt wurde. Eine Umbenennung des Flusses in „Latah Creek“ wurde 1999 vom U.S. Board on Geographic Names (USBGN) abgelehnt.

## Flusslauf
Der Hangman Creek entspringt in den Hoodoo Mountains im Nordwesten von Idaho auf einer Höhe von etwa 1000 m. Er fließt in überwiegend nordwestlicher Richtung durch den äußersten Nordosten des Columbia-Plateaus. Nach 30 km überquert er die Grenze nach Washington. Er passiert die Ortschaft Tekoa. Der Hangman Creek mündet schließlich am Westrand der Großstadt Spokane in den Spokane River.

## Hydrologie
Der Hangman Creek entwässert ein Areal von 1784 km². Der mittlere Abfluss an der Mündung beträgt 6,6 m³/s.